# John Ludovic Ford

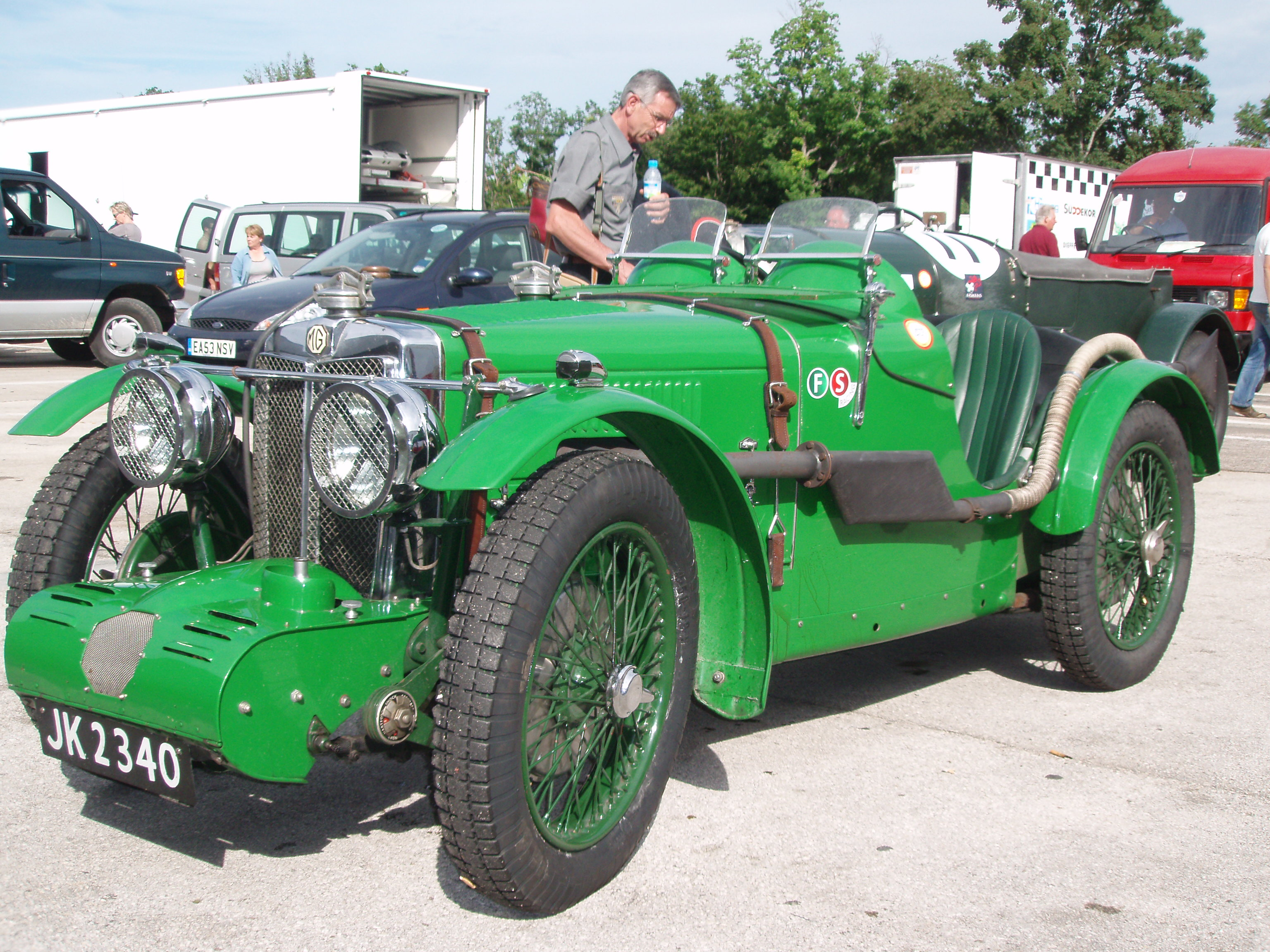
Der von John Ludovic Ford beim 24-Stunden-Rennen von Le Mans 1933 gefahrene MG C-Type 4C Midget

John Ludovic Ford (* 20. Dezember 1906 in Edinburgh; † 20. Januar 1957 in Kingston) war ein britischer Autorennfahrer.

## Karriere als Rennfahrer
John Ludovic Ford war in den 1930er-Jahren im Sportwagensport aktiv. Er startete in Brooklands, bei der RAC Tourist Trophy und viermal in Folge beim 24-Stunden-Rennen von Le Mans. Bei seinem Debüt 1932 fiel der eingesetzte Alta Sports mit einem Kupplungsschaden aus. Im Jahr darauf erreichte er mit Partner Maurice Baumer im MG C-Type 4C Midget den sechsten Gesamtrang und gewann die Rennklasse für Fahrzeuge bis 0,75 Liter Hubraum. 1934 hatte er einen Unfall und 1935 endete der Einsatz mit einem Kolbenschaden am Motor des  MG Magnette K3.

## Statistik

### Le-Mans-Ergebnisse
| Jahr | Team              | Fahrzeug            | Teamkollege    | Platzierung            | Ausfallgrund     |
| ---- | ----------------- | ------------------- | -------------- | ---------------------- | ---------------- |
| 1932 | John Ludovic Ford | Alta Sports         | Maurice Baumer | Ausfall                | Kupplungsschaden |
| 1933 | John Ludovic Ford | MG C-Type 4C Midget | Maurice Baumer | Rang 6 und Klassensieg |                  |
| 1934 | John Ludovic Ford | MG K3               | Maurice Baumer | Ausfall                | Unfall           |
| 1935 | John Ludovic Ford | MG Magnette K3      | Maurice Baumer | Ausfall                | Kolbenschaden    |